# Cnemidaster squameus
Cnemidaster squameus är en sjöstjärneart som först beskrevs av Alcock 1893.  Cnemidaster squameus ingår i släktet Cnemidaster och familjen Zoroasteridae. Inga underarter finns listade i Catalogue of Life.